# 伊恩·拉夫
伊恩·拉夫（英語：Ian Ruff，1946年12月16日—），澳大利亚男子帆船运动员。他曾代表澳大利亚参加1976年夏季奥林匹克运动会帆船比赛，搭档伊恩·布朗获得470级铜牌。